# Efekt chybějícího základního tónu

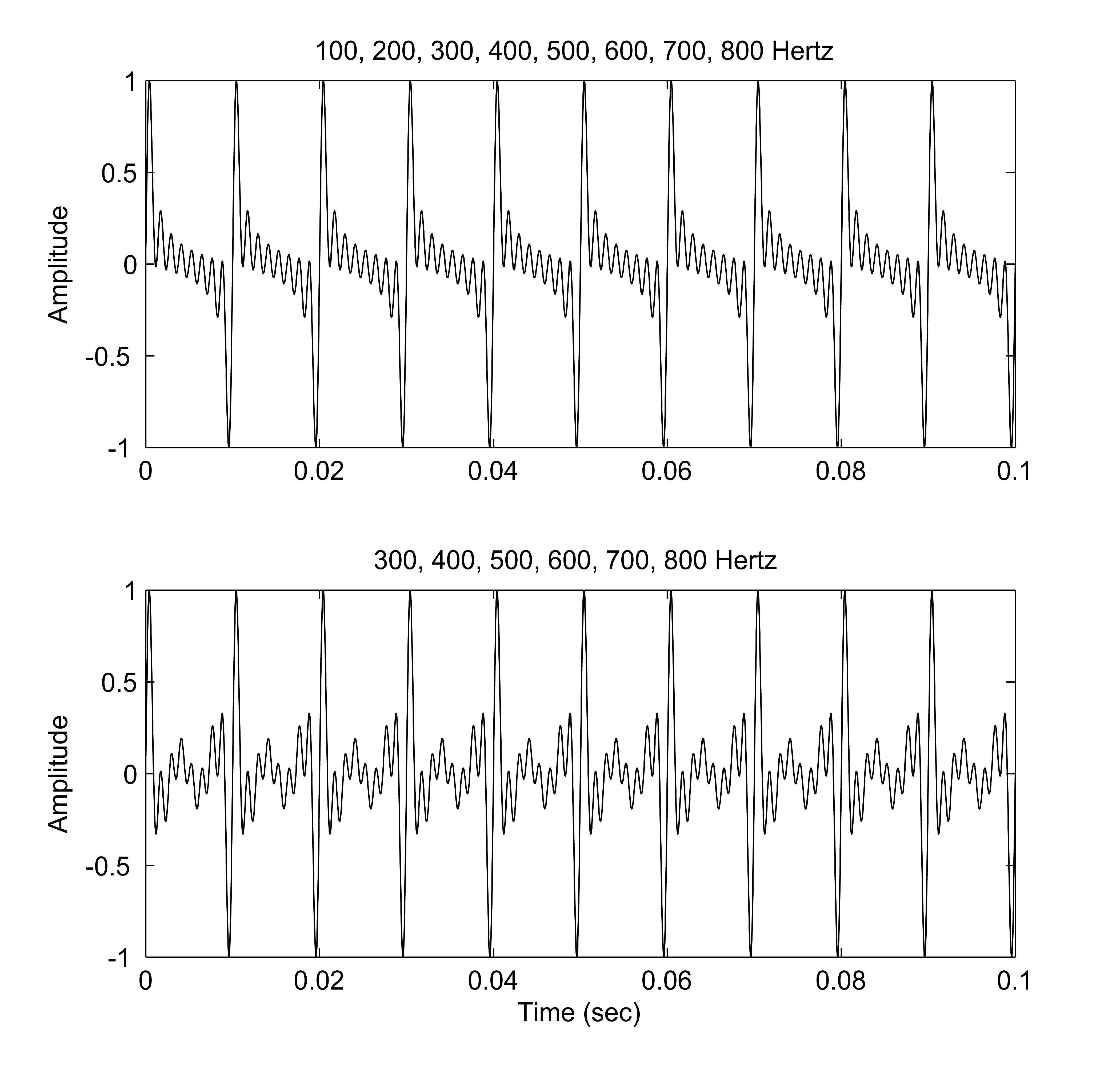
Na horním obrázku je průběh signálu se základní složkou o frekvenci 100 Hz a s řadou vyšších harmonických složek. Na spodním obrázku je průběh téhož signálu, ze kterého byla odstraněna základní složka s frekvencí 100 Hz a druhá harmonická 200 Hz. Periodičnost signálu je však dobře patrná.

Efekt chybějícího základního tónu je sluchový klam, jehož principem je fakt, že lidské ucho vnímá sadu alikvotních tónů jako tón určité barvy, jehož výška závisí na základní frekvenci, bez ohledu na to, zda je složka se základní frekvencí přítomná.

## Vysvětlení
Efekt chybějícího základního tónu je psychoakustickým jevem spočívajícím v tom, že lidské ucho je zvyklé identifikovat výšku tónu podle základní frekvence řady alikvotních tónů v něm obsažených. Bylo ale zjištěno, že člověk vnímá tón stejné výšky, i když je ze signálu odebrána základní frekvence a zůstanou pouze alikvotní tóny. Dokonce i po odebrání prvního alikvotního tónu člověk stále slyší stejný tón, ačkoliv průběh signálu je samozřejmě odlišný.
Tohoto poznatku je možné využít k různým účelům:
- Při konstrukci reproduktorů lze uplatněním tohoto principu rozšířit slyšitelný frekvenční rozsah, aniž by reproduktor byl schopen skutečně vydávat tak hluboké tóny.
- Pokud se při sborovém zpěvu zpěváci přesně vyladí do tónů, které by mohly být alikvotními tóny určitého tónu, bude tento tón slyšitelný, aniž by byl akusticky přítomen. Sbor tak může „zazpívat“ tóny až o oktávu nižší, než je hlasový rozsah libovolného člena sboru.

Principiálně se jedná o tzv. intermodulační zkreslení, které vzniká v důsledku nelinearity lidského sluchu (nelinearitou převodu hydrodynamických dějů na nervové vzruchy v hlemýždi). Intermodulační zkreslení dvou tónů o frekvencích {\displaystyle f_{1}} a {\displaystyle f_{2}} obecně produkuje kombinační tóny {\displaystyle f_{mn}=m.f_{1}\pm n.f_{2}}. Nejzřetelnější tón produkovaný zmíněnou nelinearitou bývá {\displaystyle f=f_{2}-f_{1}}.